# Bergshamrapartiet
Bergshamrapartiet (BEP) var ett lokalt politiskt parti som var registrerat för val till kommunfullmäktige i Solna kommun. Partiet bildades 2012 i stadsdelen Bergshamra. Bergshamrapartiet drev lokala frågor gentemot Solna kommun, såsom lokalt självbestämmande och förbättringar avseende service och kommunikationer i Bergshamra. Partiet drev också frågan om Bergshamraledens överdäckning.

## Historik
Partiet bildades 2012. I kommunalvalet i Solna 2014 fick Bergshamrapartiet 964 röster, vilket motsvarade 2,02 %. Av dessa avgavs 955 röster (3,98 %) i valkretsen Solna Norra, där Bergshamra ligger. Det gav partiet ett mandat i fullmäktige. Mandatet besattes av Göran Thingwall, som fick 166 personröster och därmed passerade partiledaren Björn Bränngård på 116 personröster. I de två valdistrikten Bergshamra NV och Bergshamra N blev Bergshamrapartiet största parti i kommunvalet. 
Efter att Thingwall gått emot partistyrelsen i beslutet om Råstasjöns naturreservat, lämnade Thingwall partiet i januari 2018 och gick över till Moderaterna, vilket gav Alliansen en majoritet i kommunfullmäktige.
I kommunvalet 2018 fick partiet 848 röster, vilket motsvarade 1,63 procent. Det medförde att Bergshamrapartiet tappade sitt mandat i kommunfullmäktige. Partiet hade sitt starkaste stöd i valdistriktet Ulriksdal - Bergshamra, där man fick 17,72 procent av rösterna.
I april 2019 lades partiet ned p.g.a. för få aktiva medlemmar.

## Valresultat
| År   | Röster | Procent | Mandat |
| ---- | ------ | ------- | ------ |
| 2014 | 964    | 2,02 %  | 1 / 61 |
| 2018 | 848    | 1,63 %  | 0 / 61 |